# Аминта III Македонски
Вижте пояснителната страница за други личности с името Аминта.
Аминта III (на старогръцки: Ἀμύντας Γ΄) е цар на Македония през 393 г. пр. Хр., и от 392 г. пр. Хр. до 370 г. пр. Хр. Той е баща на Филип II и дядо по бащина линия на Александър Велики.
Аминта III произлиза от династията Аргеади и е син на Аридей и правнук на цар Александър I. Около 393 г. пр. Хр. той се жени за Евридика. По времето на неговото управление Македония е нападана два пъти от илирийците. Две години през 393-392 г. пр. Хр. Аргей II управлява Македония. Аминта се обръща за помощ към Котис I, тракийският цар на Одриското царство, който е омъжил дъщеря си за атинския генерал Ификрат, който преди това бил осиновен от Аминта. С помощта на тесалийците Аминта III завладява отново част от страната си и прогонва Аргей II от трона. През 385 г. пр. Хр. илирийците нападат отново Македония, за да поставят молосиеца Алкет I на трона.
Аминта III сключва договор със Спарта, която му изпраща войски. Един след друг за него се бият против Халкидския съюз, начело с град Олинт, спартанските военачалници: Phoibidas, Eudamidas, Teleutias, Agesipolis и Polybiades.
Аминта III сключва договор с Ясон от Фере и поддържа приятелски отношения с Атина.
В двора на Аминта служил като лекар Никомах, бащата на знаменития философ Аристотел.

## Фамилия
Аминта III има седем деца. Със съпругата си Евридика има три сина Александър II, Пердика III и Филип II Македонски и една дъщеря Евриноя.
С Гигая, неговата допълнителна жена той има също три сина Архелай, Архидай и Менелай. Неговата съпруга Евридика искала да убие Аминта, за да постави на трона зет си и любовника си Птолемей I Алорит. Но Евриноя издава плана на баща си и така не се стига до убийството. Аминта умира след 22 години управление и на трона като цар оставя своя най-голям син, Александър.